# Jason Dolley
Jason Scott Dolley (Los Angeles, 5 de julho de 1991) é um ator e cantor norte-americano.

## Filmografia
| Filmes    | Filmes                                  | Filmes                        |
| Ano       | Título                                  | Papel                         |
| --------- | --------------------------------------- | ----------------------------- |
| 2004      | Chasing Daylight                        | Dylan Fox                     |
| 2006      | Saving Shiloh                           | Marty Preston                 |
| 2006      | Read It and Weep                        | Connor Kennedy                |
| 2007      | The Air I Breathe                       | Young Pleasure                |
| 2008      | Minutemen                               | Virgil Fox                    |
| 2009      | Hatching Pete                           | Pete Ivey                     |
| 2011      | Good Luck Charlie, It's Christmas!      | P.J. Duncan                   |
| 2011      | Pixie Hollow Games                      | Rumble (voice)                |
| TBA       | Captain Underpants                      | Harold Hutchins (voice)       |
| Televisão |                                         |                               |
| Ano       | Título                                  | Papel                         |
| 2004–2005 | Complete Savages                        | T.J. Savage                   |
| 2006      | Enemies                                 | Young Mickey Holloway         |
| 2007–2008 | Cory in the House                       | Newton "Newt" Livingston      |
| 2008      | The Replacements                        | Skip Tripper                  |
| 2009      | Imagination Movers                      | Prince                        |
| 2010–2014 | Good Luck Charlie                       | P.J. Duncan                   |
| 2012      | "Rocketship" (Shane Harper music video) | Shane Harper's friend – cameo |